# Ben F. Reynolds
Pour les articles homonymes, voir Ben Reynolds et Reynolds.
Benjamin Franklin Reynolds, né le 21 juillet 1890 à Woodville (Michigan), mort le 14 février 1948 à Los Angeles (Californie), est un directeur de la photographie américain, membre de l'ASC.
Il est le plus souvent crédité Ben F. Reynolds ou Ben Reynolds (parfois Benjamin Reynolds).

## Biographie
Ben F. Reynolds débute comme chef opérateur sur le court métrage muet The Scrapper, western de (et avec) John Ford. Il travaille à ses côtés sur douze autres westerns muets  jusqu'en 1919, ayant tous Harry Carey comme vedette, tel Le Cavalier fantôme (1918).
Autre fait notable, entre 1919 et 1929, il collabore avec Erich von Stroheim sur huit de ses réalisations, dont Folies de femmes (1922, avec Erich von Stroheim, Maude George et Mae Busch) et Les Rapaces (1924, avec Gibson Gowland, Zasu Pitts et Jean Hersholt). Et il assiste Henry Hathaway sur trois westerns avec Randolph Scott, sortis en 1933 (dont Man of the Forest), puis sur deux drames sortis en 1934.
En tout, Ben F. Reynolds contribue à quatre-vingt-un films américains (dont deux comme cadreur), les quatre derniers sortis en 1935, après quoi il se retire. Mentionnons encore Le Cirque du diable de Benjamin Christensen (1926, avec Norma Shearer) et Tillie and Gus de Francis Martin (1933, avec Alison Skipworth et W. C. Fields).

## Filmographie partielle

### Comme directeur de la photographie
(sauf mention contraire)
- 1917 : The Scrapper de John Ford
- 1917 : Pour son gosse (The Soul Herder) de John Ford
- 1917 : Le Ranch Diavolo (Straight Shooting) de John Ford
- 1917 : À l'assaut du boulevard (Bucking Broadway) de John Ford
- 1917 : L'Inconnu (The Secret Man) de John Ford
- 1918 : Du sang dans la prairie (Hell Bent) de John Ford
- 1918 : Le Bébé du cow-boy (A Woman's Fool) de John Ford
- 1918 : La Tache de sang (The Scarlet Drop) de John Ford
- 1918 : Le Cavalier fantôme (The Phantom Riders) de John Ford
- 1918 : Beans de John Francis Dillon
- 1918 : Thieves' Gold de John Ford
- 1918 : La Femme sauvage (Wild Women) de John Ford
- 1918 : Le Frère de Black Billy (Three Mounted Men) de John Ford
- 1919 : The Silk-Lined Burglar de John Francis Dillon (cadreur)
- 1919 : La Loi des montagnes (Blind Husbands) d'Erich von Stroheim
- 1919 : À la frontière (A Fight for Love) de John Ford
- 1920 : Les Passe-partout du diable (The Devil's Pass Key) d'Erich von Stroheim
- 1921 : The Big Town Round-Up de Lynn Reynolds
- 1921 : False Kisses de Paul Scardon
- 1922 : Folies de femmes (Foolish Wives) d'Erich von Stroheim
- 1922 : The Long Chance de Jack Conway
- 1922 : Shattered Dreams de Paul Scardon
- 1923 : Stormswept de Robert Thornby
- 1923 : Les Chevaux de bois (Merry-Go-Round) d'Erich von Stroheim et Rupert Julian
- 1923 : The Prisoner de Jack Conway
- 1923 : The Ghost Patrol de Nat Ross
- 1924 : La Papillonne (Butterfly) de Clarence Brown
- 1924 : Les Rapaces (Greed) d'Erich von Stroheim
- 1924 : Riders Up d'Irving Cummings
- 1924 : Le Veilleur du rail (The Signal Tower) de Clarence Brown
- 1924 : The Fast Worker de William A. Seiter
- 1925 : Une femme sans mari (A Slave of Fashion) de Hobart Henley
- 1925 : Chassé-croisé (Exchange of Wives) de Hobart Henley
- 1925 : La Veuve joyeuse (The Merry Widow) d'Erich von Stroheim
- 1926 : Maître Nicole et son fiancé (The Waning Sex) de Robert Z. Leonard
- 1926 : Le Cirque du diable (The Devil's Circus) de Benjamin Christensen
- 1926 : Tin Hats d'Edward Sedgwick
- 1927 : Silk Stockings de Wesley Ruggles
- 1928 : L'Homme le plus laid du monde (The Way of the Strong) de Frank Capra
- 1928 : La Symphonie nuptiale  (The Wedding March) d'Erich von Stroheim (cadreur)
- 1928 : The Fourflusher de Wesley Ruggles
- 1928 : Name the Woman d'Erle C. Kenton
- 1928 : L'honneur commande (Freedom of the Press) de George Melford
- 1928 : The Little Wildcat de Ray Enright
- 1929 : Honky Tonk de Lloyd Bacon
- 1929 : Chante-nous çà (Sonny Boy) d'Archie Mayo
- 1929 : The Greyhound Limited d'Howard Bretherton
- 1929 : La Reine Kelly (Queen Kelly) d'Erich von Stroheim
- 1929 : Stolen Kisses de Ray Enright
- 1930 : Vengeance (en) d'Archie Mayo
- 1933 : La Ruée fantastique (Thundering Herd) de Henry Hathaway
- 1933 : Tillie and Gus de Francis Martin
- 1933 : Man of the Forest d'Henry Hathaway
- 1933 : Jusqu'au dernier homme (To the Last Man) d'Henry Hathaway
- 1934 : La Parade du rire (The Old Fashioned Way) de William Beaudine
- 1934 : Les Gars de la marine (Come on Marines), de Henry Hathaway
- 1934 : The Witching Hour d'Henry Hathaway
- 1934 : Menaces (Menace) de Ralph Murphy
- 1935 : Wandering of the Wasteland d'Otho Lovering
- 1935 : It's a Great Life d'Edward F. Cline
- 1935 : Brigade spéciale (Men Without Names), de Ralph Murphy